# Union Pacific Big Boy
Il gruppo 4-8-8-4 (classe 4000), meglio noto come Big Boy è un gruppo di gigantesche locomotive a vapore articolate di tipo Mallet della Union Pacific Railroad. Costruito in 25 esemplari in due versioni dalla American Locomotive Company, è riconosciuto dal Guinness dei primati come gruppo di locomotive a vapore più grande del mondo.
Dopo un restauro conservativo, nel 2019 l'unità numero 4014 è tornata operativa con fini rievocativi.

## Storia

### Progettazione
Nel 1936, la Union Pacific introdusse le locomotive di tipo Challenger (rodiggio 4-6-6-4) lungo la propria linea principale sui monti Wasatch tra Green River e Ogden. Lungo la maggior parte della tratta, la pendenza è dell'8,2‰ in ogni direzione, ma il fianco occidentale dei monti Wasatch (partendo da Ogden) raggiungeva l'11,4‰ (1,14%, con inclinazione di 0,65°). Trainare un convoglio merci da 3.300 t richiedeva la poco gradita doppia trazione, che aumentava tempi di aggancio e accudienza. Così la UP decise di progettare una nuova locomotiva che facesse il lavoro "da sola": più veloce e potente delle 2-8-8-0 "Bull Moose" a doppia espansione provate dopo la prima guerra mondiale, in grado di trainare lunghi convogli a una velocità costante di 100 km/h (60 mph) una volta superate le pendenze dei monti Wasatch.
Una squadra di progettisti della Union Pacific guidata da Otto Jabelmann, capo della sezione ricerche e meccaniche standard del dipartimento meccanico UP, lavorò con la ALCO per ri-esaminare le loro locomotive Challenger. La squadra scoprì che gli obiettivi della ferrovia potevano essere raggiunti ingrandendo il focolare della Challenger a 5.97 m × 2.44 m (circa 14 m2), aumentare la pressione della caldaia a 2,068e+6 Pa, aggiungere due assi motori e ridurre il diametro delle ruote motrici da 1.753 a 1.727 mm (da 69 a 68"). La nuova locomotiva fu progettata attentamente affinché non superasse un carico assiale di 30,8 t e ottenere il massimo sforzo di trazione possibile con un fattore di adesione di 4.0. Fu progettata per filare in modo liscio e sicuro a 130 km/h (80 mph).
Per ottenere questi nuovi obiettivi ingegneristici, lo storico di locomotive Tom Morrison scrisse che la Challenger fu "comprensivamente riprogettata dai principi essenziali". Il design generale semplificò alcuni aspetti delle locomotive precedenti e aggiunse altre complessità. Furono eliminati la doppia espansione, il booster e i preriscaldatori, così come la distribuzione Baker. Morrison scrisse inoltre che "La proliferazione di distribuzioni e scartamenti sul gruppo posteriore dimostrò che far correre una Big Boy era un compito più difficile per gli equipaggi, rispetto alle macchine pre-esistenti".

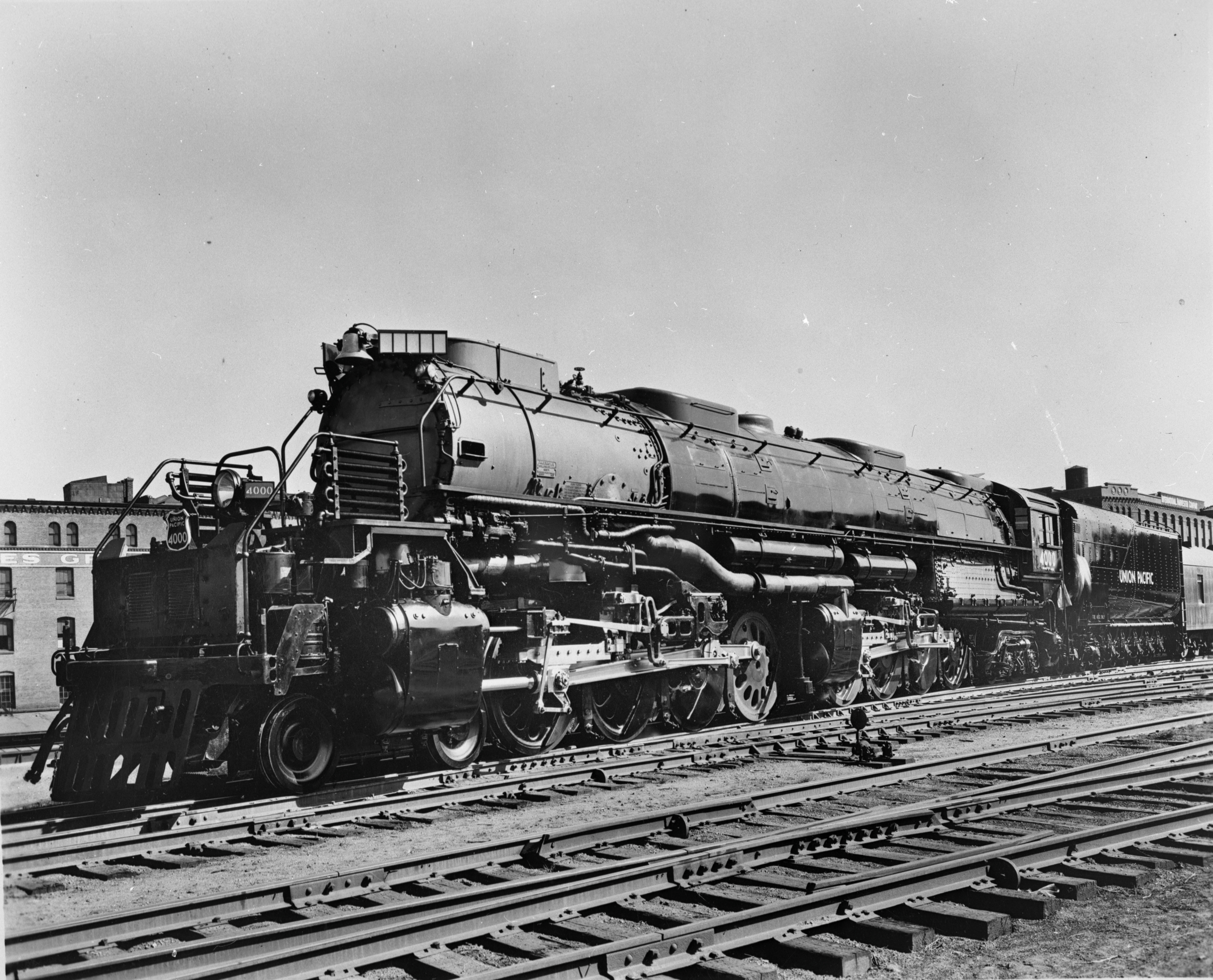
La UP 4000, prima unità del gruppo.

Il gruppo 4-8-8-4 doveva inizialmente chiamarsi "Wasatch", per via della catena montuosa, ma ottenne il soprannome "Big Boy" quando un operaio sconosciuto della ALCO lo scrisse scherzosamente con il gesso sulla camera a fumo della No. 4000, all'epoca in costruzione e prima della classe.
Come ogni locomotiva Mallet, le Big Boy erano articolate, ma andavano a semplice espansione. Furono costruite con un ampio margine di affidabilità e sicurezza e operavano normalmente bene al traino di merci a meno di 100 km/h. La massima potenza veniva raggiunta a 66 km/h. Lo sforzo massimo di trazione misurato fu di 615.000 N all'avvio di un treno durante i collaudi del 1943.
La Big Boy ha il corpo motore più lungo di qualunque vaporiera a moto alternativo, più lungo di due autobus. Erano anche le più pesanti, dato che la massa complessiva di motrice (350,29 t) e tender (198 t) surclassavano un Boeing 747. Alcuni sospettarono che le locomotive H-8 "Allegheny" (rodiggio 2-6-6-6) della Chesapeake and Ohio, costruite dalla Lima Locomotive Works nel 1941, potessero pesare 353 t, più delle Big Boy, ma dopo alcune misurazioni delle prime H-8, eseguite sotto scrutinio di costruttore e compagnia ferroviaria, dimostrarono che erano inferiori a 350,29 t.

### Dati di costruzione
La American Locomotive Company costruì 25 Big Boy per la Union Pacific: 20 nel 1941 e 5 nel 1944. Entrarono in servizio assieme alle Challenger quando il traffico aumentò per la partecipazione degli Stati Uniti alla seconda guerra mondiale.
| Classe | Quantità | Numeri di fabbrica | Anno di costruzione | Numero di matricola UP | Note |
| ------ | -------- | ------------------ | ------------------- | ---------------------- | --- |
| 4884-1 | 20       | 69571-69590        | 1941                | 4000-4019              | La 4005 fu convertita a olio combustibile nel 1946 e tornò a carbone nel 1948. La 4014 è usata per treni storici da maggio 2019. |
| 4884-2 | 5        | 72777–72781        | 1944                | 4020-4024              | |

### Servizio

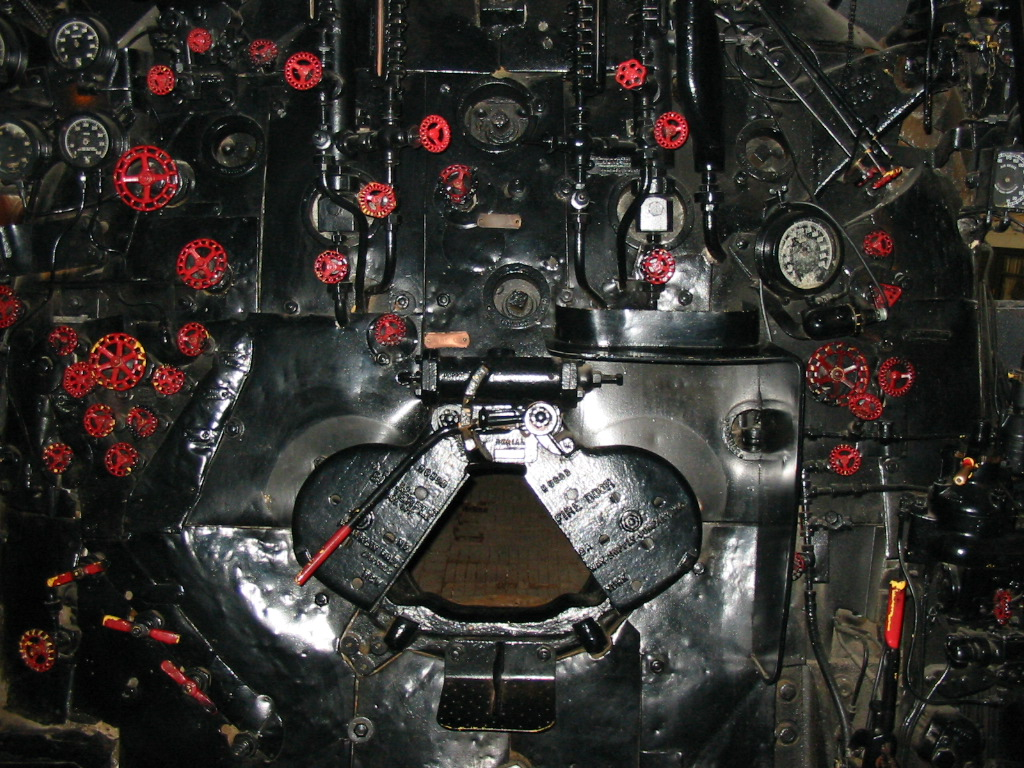
I comandi della UP 4017

Le prime venti 4884 entrarono in servizio nel 1941 a Ogden (Utah) in testa a treni merci da 3.600t diretti a est, verso Green River (Wyoming), scalando la salita del 1,14% dei monti Wasatch a 60 km/h senza la necessità di altre locomotive; nel 1944 la UP mise in servizio le altre cinque, più pesanti. Alla fine del decennio furono tutte riassegnate a Cheyenne, dove dovettero affrontare la parte più impegnativa della tratta: la collina Sherman (Sherman Hill), la quale, aveva una ripida salita del 15,5‰ e una discesa del 18,2‰ verso Laramie. Fino al 1953 anche le Big Boy in testa ai convogli diretti a ovest necessitavano della doppia trazione, quando fu inaugurato un nuovo binario con una pendenza più docile dell'8,2‰ a causa dell'aumento dei costi del combustibile e dei macchinisti della locomotiva ausiliaria. Sempre nei primi Anni '50 e lungo la collina era possibile vedere una Big Boy o una Challenger agganciata dietro a una GTEL (locomotiva a turbina a gas-elettrica).
Nel 1946 la 4005 fu sperimentalmente modificata per bruciare olio. A differenza delle Challenger però, il tentativo fallì poiché non si scaldava nell'enorme focolare a bruciatore singolo e fu riconvertita a carbone nel 1948. Un altro piccolo esperimento fu l'installazione di deflettori di fumo sulla 4019, simili a quelli delle FEF e di alcune Challenger. Furono poi rimossi, dato che lo scappamento nella camera a fumo poteva sbuffare abbastanza in alto da tenere nitida la visuale del macchinista.
Le locomotive erano apprezzate dal personale, che le trovò più facili da usare e con un'andatura più sicura rispetto ad altre macchine. Il loro sforzo di traino fu incrementato più volte negli anni. Ma il secondo dopoguerra aumentò prezzi di carbone e manutenzione, assieme all'affermazione delle più convenienti ed efficienti locomotive diesel-elettriche, segnò la fine del loro servizio, nonostante fossero le vaporiere più recenti ed ultime ad essere ritirate dal servizio dalla UP. L'ultimo convoglio regolare trainato da una Big Boy giunse a destinazione la mattina del 21 luglio 1959. La maggior parte delle macchine fu accantonata o demolita in condizioni efficienti fino al 1961 e quattro rimasero operative a Green River fino al 1962. I loro incarichi furono affidati alle locomotive diesel-elettriche e GTEL.

## Caratteristiche

Schema del rodiggio di una Big Boy

Le locomotive Big Boy sono le più potenti macchine a vapore mai costruite con una potenza di 4.700 kW sviluppata nonostante l'uso di carbone di qualità bassa. Le locomotive, di rodiggio 4-8-8-4, sono articolate combinando due meccanismi motori composti da 4 assi accoppiati e carrello di guida in disposizione perfettamente simmetrica; si tratta di una delle applicazioni più appariscenti della configurazione meccanica Mallet anche se il motore venne costruito a semplice espansione anziché doppia (come era la caratteristica tipica delle Mallet) perché garantiva un maggiore rendimento.

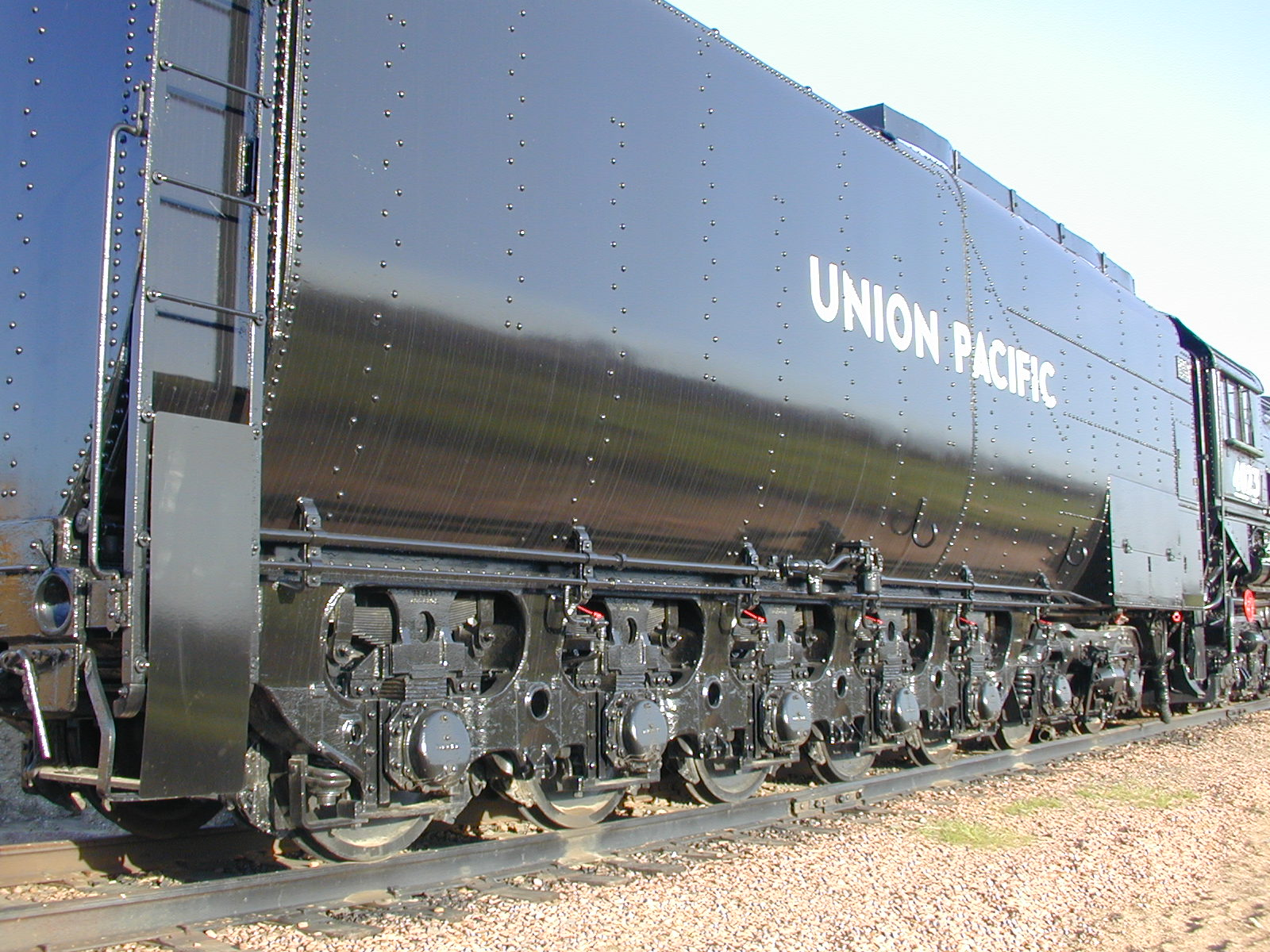
Il gigantesco tender "centipede" della Big Boy No. 4023

Altre classificazioni del rodiggio delle Big Boy sono:
- Classificazione UIC: (2'D)D2' (nota anche come classificazione tedesca)
- Classificazione francese: 240+042
- Classificazione FS e russa: 2-4-0 + 0-4-2
- Classificazione turca: 46+46
- Classificazione svizzera: 4/6+4/6

Erano state progettate per trainare treni merci di oltre 3.600 t sulle rampe delle Wasatch Mountains nello Utah alla velocità di 60 km/h, mentre la velocità massima omologata era di 130 km/h. Tutte le unità del gruppo furono provviste del tender 25-C "Centipede" a 7 assi (rodiggio UIC 2'5T91 o 2'5T95), capiente 91.000 o 95.000 l d'acqua (rispettivamente per il primo e secondo lotto) e 25,4 t di carbone, che alimentava automaticamente il focolare tramite un dispositivo chiamato "Stocker". Questo consisteva in una coclea azionata da un motore a vapore controllato manualmente dal fuochista.
Una Big Boy poteva consumare fino a 11 t di carbone e 45.000 l d'acqua all'ora.

## Unità conservate
Delle venticinque locomotive costruite, soltanto otto sono sopravvissute. Sette (non funzionanti) si trovano nelle seguenti località:
| Tipo   | Numero | Immagine | Data di costruzione | Numero di serie | Luogo                                                     | Coordinate                  | Note |
| ------ | ------ | -------- | ------------------- | --------------- | --------------------------------------------------------- | --------------------------- | --- |
| 4884-1 | 4004   |          | Settembre 1941      | 69575           | Holliday Park, Cheyenne (Wyoming)                         | 41°08′12.3″N 104°47′59.4″W  | Restaurata esteticamente nel 2018. Tender No. 25-C-103. |
| 4884-1 | 4005   |          | Settembre 1941      | 69576           | Forney Transportation Museum, Denver                      | 39°46′37.38″N 104°58′13.8″W | Donata al museo nel giugno 1970. |
| 4884-1 | 4006   |          | Settembre 1941      | 69577           | Museum of Transportation, St. Louis (Missouri)            | 38°34′19.73″N 90°27′40″W    | Ha percorso 1 713 347,856 km in servizio regolare, più di tutte le altre unità. Tender No. 25-C-104. |
| 4884-1 | 4012   |          | Novembre 1941       | 69583           | Steamtown National Historic Site, Scranton (Pennsylvania) | 41°24′26.96″N 75°40′10.8″W  | Fu esposta a Steamtown, Bellows Falls (Vermont), fino al 1984. Restauro estetico completato nel 2021. Esposta all'aperto perché è troppo grande per la rimessa e la piattaforma girevole del museo. Lo staff di Steamtown pensò di restaurarla meccanicamente ma prima raccomandò di determinare quali oggetti tra cui "binari, scambi, canali sotterranei, cavalletti, ponti, vie, piattaforme girevoli e altre strutture potrebbero reggere il suo peso". Tender No. 25-C-114. |
| 4884-1 | 4017   |          | Dicembre 1941       | 69588           | National Railroad Museum, Green Bay (Wisconsin)           | 44°29′02.7″N 88°02′55.1″W   | Esposta in una serra a clima controllato. Tender No. 25-C-404. |
| 4884-1 | 4018   |          | Dicembre 1941       | 69589           | Museum of the American Railroad, Frisco (Texas)           | 33.144513°N 96.833444°W     | Spostata nel luogo attuale dal precedente sito del museo a Dallas via ferrovia il 25 agosto 2013. Tender No. 25-C-101. |
| 4884-2 | 4023   |          | Novembre 1944       | 72780           | Kenefick Park, Omaha, Nebraska                            | 41°13′55.7″N 95°55′04.1″W   | Unica unità sopravvissuta della seconda versione (costruita nel 1944) e la sola ad essere stata trasportata in autostrada. Tender No. 25-C-105. |

### Locomotiva 4014

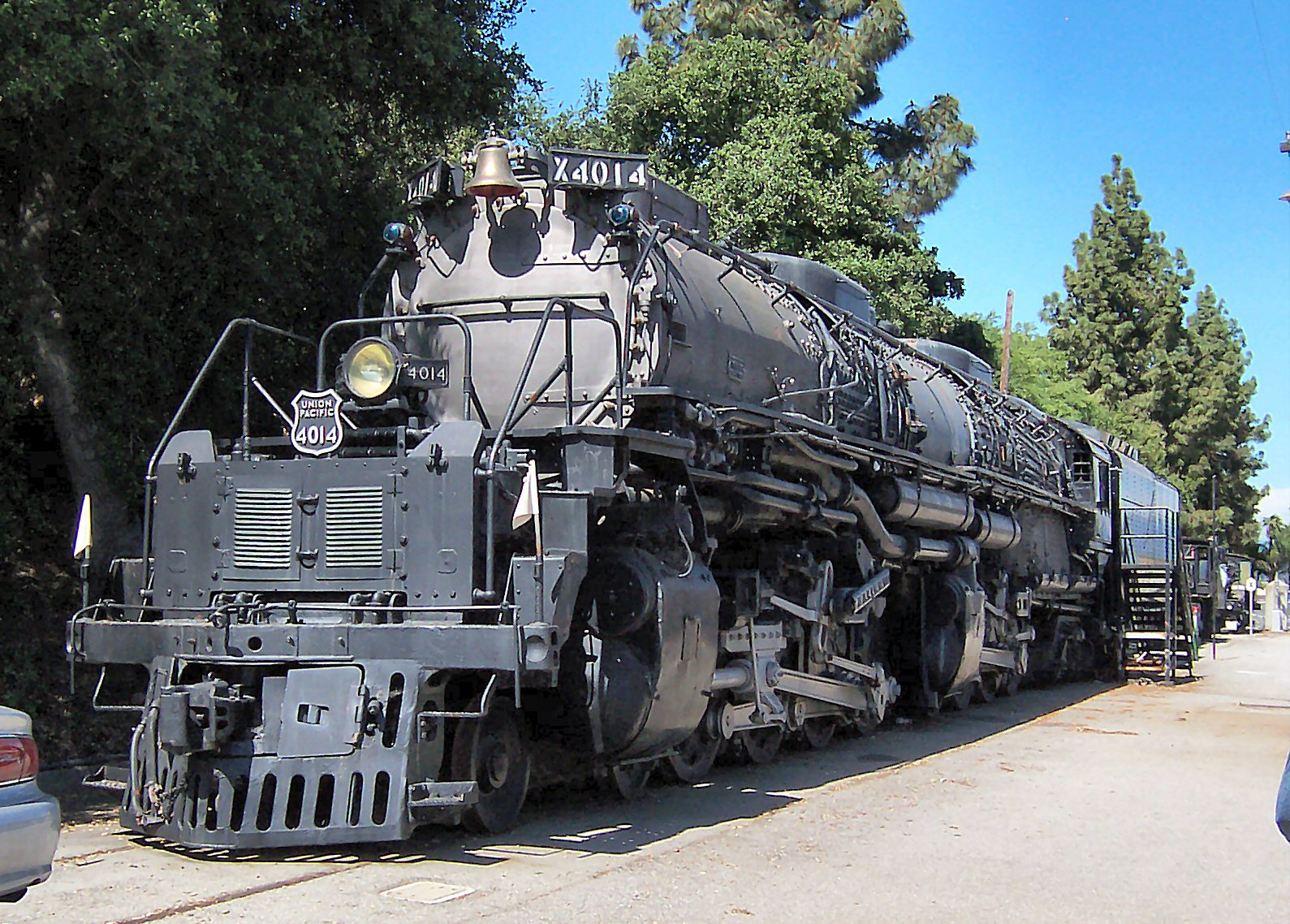
La UP 4014 esposta al RailGiants Train Museum di Pomona (California), fino al 2013

La UP 4884-1 No. 4014 fu costruita dalla ALCO nel novembre 1941. Il mese successivo fu consegnata alla Union Pacific ed entrò in servizio; fu l'ultima vaporiera ad essere accesa dalla compagnia prima dell'attacco di Pearl Harbor. In 20 anni di esercizio percorse un totale di 1 659 564 km.
Ritirata dal servizio nel 1959 e dismessa nel 1961, fu donata alla Railway and Locomotive Historical Society (Southern California Chapter, Fairplex, Pomona, California 34°05′01.44″N 117°46′14.44″W) nel 1962, dove rimase in mostra statica. 
Nel 2012 la Union Pacific Railroad annunciò l'intenzione di riacquistare una Big Boy; il 23 luglio 2013 ha riottenuto la proprietà della locomotiva per poter provvedere ad un restauro al fine di poterla rendere nuovamente operativa, con l'intenzione di completare i lavori entro il 10 maggio 2019, 150º anniversario dell'inaugurazione della Prima Ferrovia Transcontinentale degli Stati Uniti.
Il 14 novembre 2013 ha iniziato il suo viaggio per raggiungere prima Colton e infine Cheyenne dove è arrivata l'8 maggio 2014.
Il 12 agosto 2016 sono iniziate le operazioni di restauro, terminate il 1º maggio 2019. Oltre ad una revisione completa, è stato modificato il bruciatore sostituendo l'alimentazione a carbone con nafta pesante (olio combustibile numero 5, secondo la codifica statunitense), aumentando di conseguenza l'autonomia della macchina e rimuovendo le necessarie e frequenti pulizie della griglia dalle ceneri bollenti della combustione.